# Moneda de Navarra y Bearne
La Casa de la Moneda de Navarra y Béarn (francés: Monnaie de Navarre et Béarn) se formó mediante la fusión de la Ceca de Navarra (francés: Monnaie de Navarre) de Saint-Palais, cuya construcción fue autorizada originalmente por el rey Carlos II de Navarra en 1351, y puesto bajo la autoridad de la Cámara de Comptos de Pau el 4 de enero de 1527, con las dos Casas de la Moneda de Bearn (francés: Monnaies de Béarn) de Pau y de Morlaas, en Bearn, en 1562.

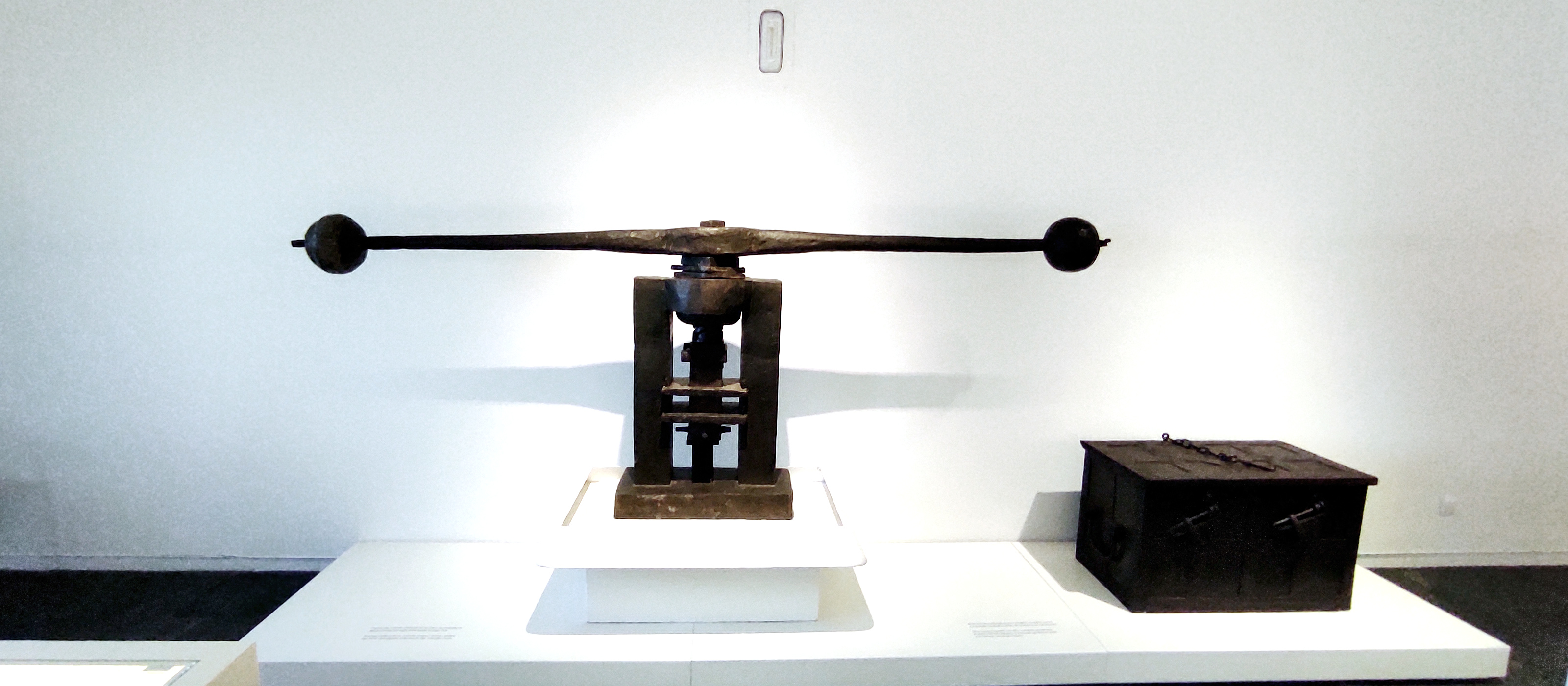
Prensa volante monetal (Museo de Navarra)

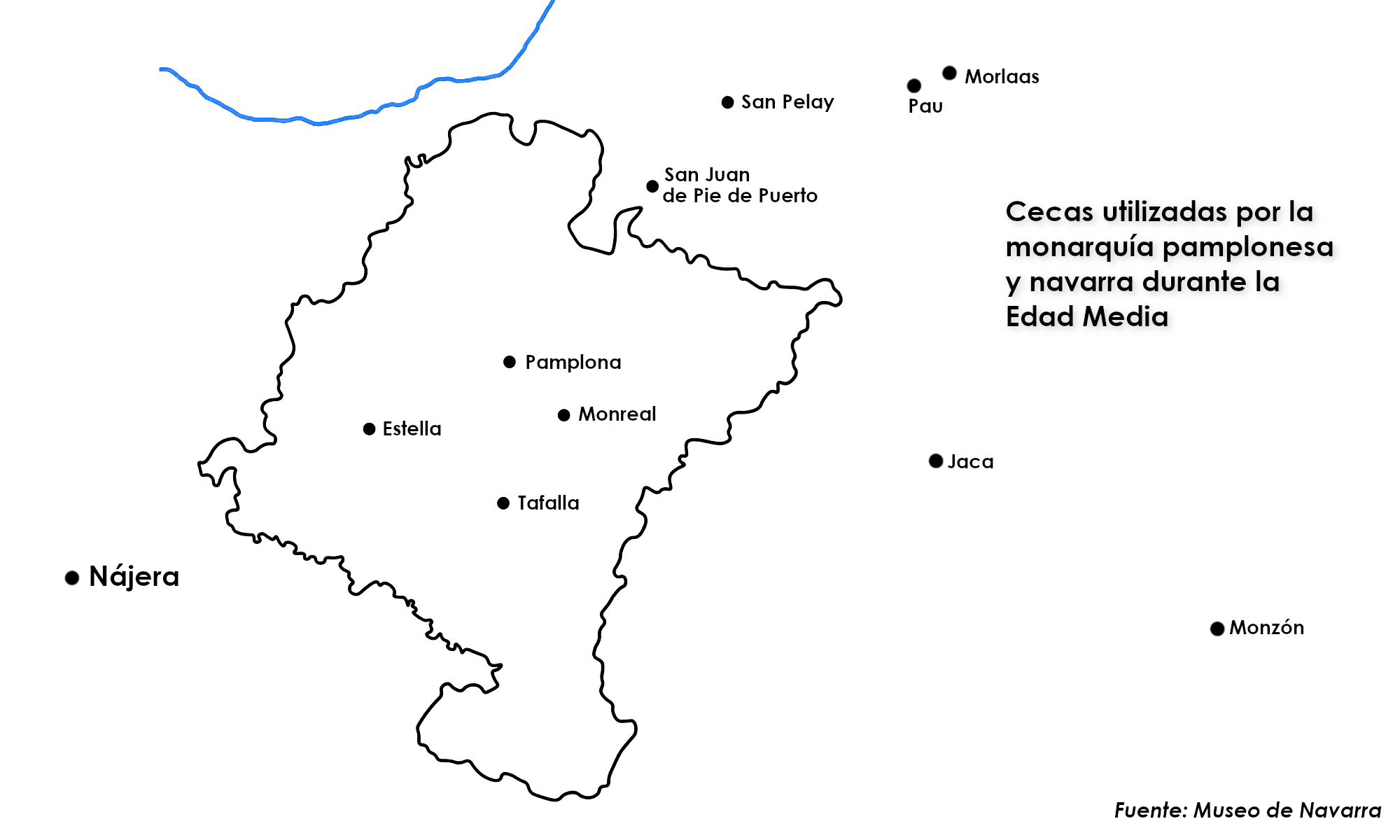
Mapa de cecas medievales del reino de Pamplona, primero, y de Navarra, después

## Cecas
Los edificios que albergaban las casas de moneda normalmente se llamaban "Hôtel de la Monnaie". En algunas ocasiones se les llama también "Château de la Monnaie" . Tanto en Morlaas como  en Pau, las casas de moneda tuvieron su origen en las residencias oficiales del vizconde de Béarn en Morlaas y de los reyes de Navarra en Pau respectivamente. La torre del castillo de Pau en la que se ubicaba la ceca se conocía como la "Tour de la Monnaie" .
A una casa de moneda en sí, además de ser llamada por su nombre propio, como Monnaie de Saint-Palais o Monnaie de Pau, a menudo también se la denomina ferme de monnaie (hacienda de moneda) y atelier de la monnaie (taller de la moneda), o colectivamente como ateliers monétaires, en la obras y registros franceses antiguos. En bearnés, se observa el nombre secque (también seque y socques), además de moneda y monederie, para designar la casa de moneda o taller monetario. La secque bearnesa tiene el mismo significado que ceca en castellano, zecca en italiano, y muy probablemente se deriva directamente de la palabra el nombre proveniente de la palabra hispanoárabe sikka (en árabe سكّة), es decir, "(casa de) moneda" o más generalmente "lugar donde se fabrica moneda", influido por la proximidad a España.
Las tres casas de moneda, que aún funcionaban en el siglo XV, fueron subcontratadas a administradores privados mediante licencias renovables cada seis años. Se batieron monedas de distintos valores en nombre y en beneficio del rey de Navarra y vizconde de Bearn, además de medallas y fichas.

A partir del 19 de agosto de 1494, la moneda tuvo tipos de cambio paritario con monedas del mismo valor acuñadas en el Reino de Francia.

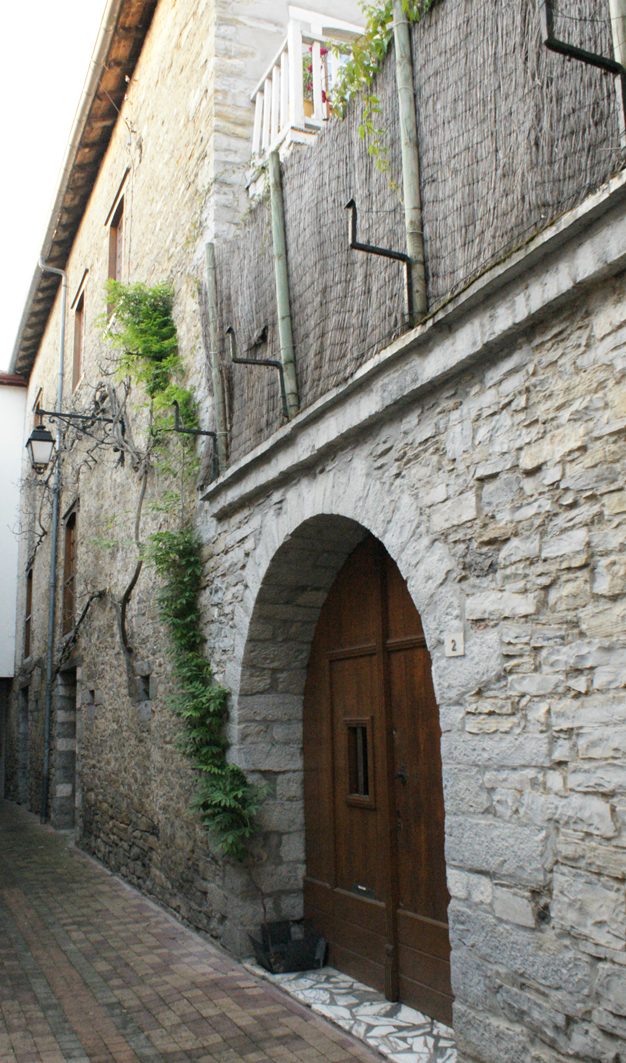
Fachada del Hôtel de la Monnaie, en la rue de La Monnaie, en Saint-Palais. Con una escasa población de 300 personas, 100 de ellas trabajan en la fundición de moneda y otras 60 en la acuñación.

### Casas de Moneda de Navarra
En Saint-Palais, el antiguo Hôtel de la Monnaie se llama ahora "Maison des Têtes", situado en la Rue du Palais de Justice.
En el momento de su creación en 1351, Saint-Palais tenía una población de unos 300 habitantes, de los cuales 100 trabajaban en la ceca (60 trabajadores en la fundición para fundir el metal hasta convertirlo en líquido y 40 tallando escudos de plata con las efigies de Enrique III de Navarra (IV de Francia) y de Luis II de Navarra (XIII de Francia); el último escudo acuñado llevaba la efigie de Luis XIV de Francia;
En 1386, Saint-Palais era una de las cuatro casas de moneda del Reino de Navarra, siendo las otras tres San Juan Pie de Puerto, Pamplona y Monreal. En algún momento después de 1402, la Casa de la Moneda dejó de funcionar. La Casa de la Moneda de Navarra en Saint-Palais estuvo cerrada después de 1527 durante un tiempo, pero reabierta en 1579. Cesó su actividad en 1672.

#### San Juan Pie de Puerto
Los registros muestran la existencia de una ceca en San Juan Pie de Puerto en 1386, una de las cuatro del Reino de Navarra.  En 1401 aún se mantenía activa. Poco más se sabe sobre esta casa de moneda a partir de los registros de los archivos franceses.

### Casas de moneda de Bearne

#### Morlaas
Las monedas, llamadas "sueldos morlaneses", que eran de curso legal en toda Gascuña y en Bearne, fueron acuñadas en Morlaas  en el castillo de la Hourquie  (bearnés: Forcas), la residencia oficial del vizconde de Bearn, desde el siglo IX. Estaba situada en una pequeña meseta al sur de la Place du Marché. En 1096, en las cartas del Papa Urbano II, se escribe que la iglesia de Sainte-Foi de Morlaas está situada en el condado de Béarn, en una localidad llamada Furcas.

En los primeros años, se trataba de monedas sencillas hechas de cobre y bronce, pero más tarde Gastón Febo ordenó que la ceca de Morlaas acuñara escudos de oro y plata. Las monedas acuñadas en Morlaas, en las que están grabadas las vacas heráldicas, símbolos de Bearne, eran denominadas a menudo "vaquetas" (es decir, pequeñas vacas).

Moneda acuñada en Morláas
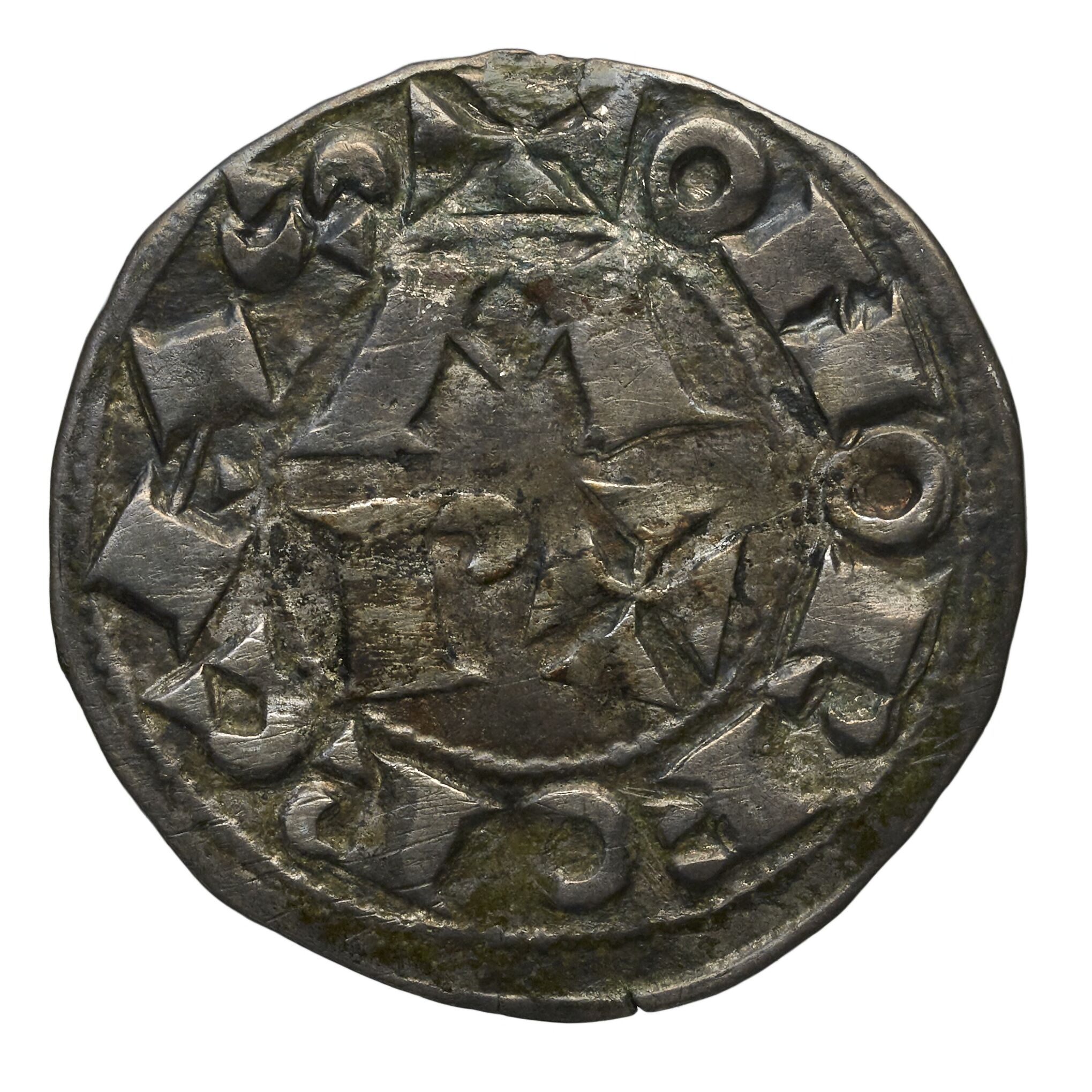
Dinero morlanés (anverso)
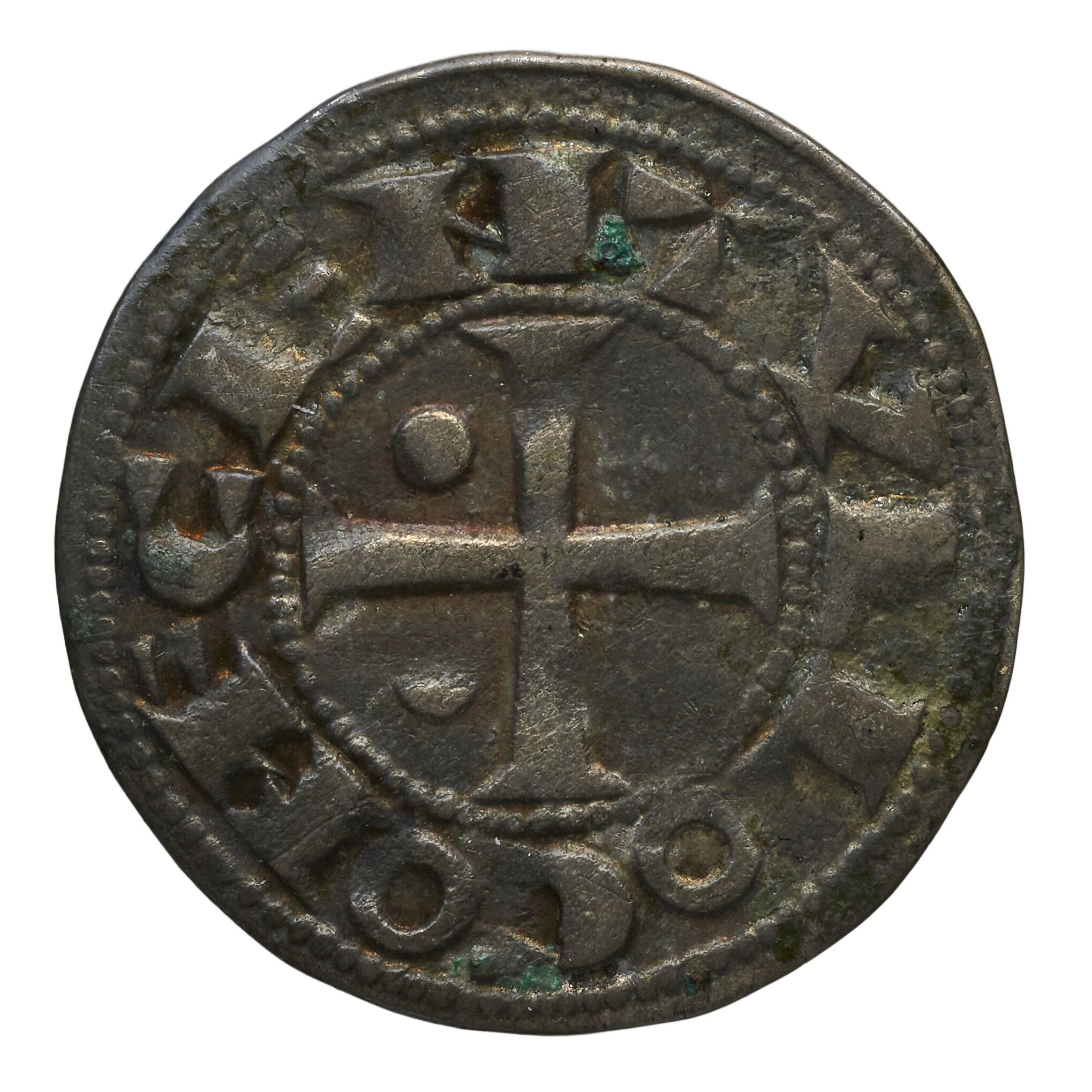
Dinero morlanés (reverso)

La reputación de la moneda de Morlaas era grande. Por ello, en 1366 Carlos II de Navarra, rey de Navarra, que buscaba dar a sus florines la perfección de los aragoneses y de los florentinos, llamó a Juan de Estebe, que era el jefe de la Casa de la Moneda de Morlaas. En 1434, Juan I de Foix, vizconde de Bearn, nombró a Peyroten d'Arblade, de Mont-de-Marsan, maître particulier de la ceca de Morlaas durante dos años. Para ello instaló la ceca en el castillo de Morlaas. El nuevo maître particulier se comprometió contractualmente a acuñar "morlaàs blancs", que por definición incluían dineros, las "medalhes morlanes" (es decir, obolos y meallas ) y, por último, una moneda llamada pogese que tenía el valor de un cuarto de dinero. El vizconde se comprometió contractualmente a proporcionar cuatrocientos marcos de plata, según el peso de Colonia (en francés: poids de Colonia), que Peyroton d'Arblade debía acuñar durante el primer año del contrato.
En 1484, Jean de Gardey, del condado de Pardiac, fue destituido de su cargo de maître de la Casa de la Moneda de Morlaas con el pretexto de que no era Bearnés y que pagaba derechos señoriales inferiores a la mitad del valor real de la Casa de la Moneda. Cuando Arnaud d'Abbadie fue nombrado maître de la Casa de la Moneda de Morlaas, se ve que la casa de la moneda todavía estaba ubicada en el castillo en 1484, porque está escrito que acuñará monedas en "nuestro castillo, casa y casa de la moneda de Morlaas" (bearnés: "nostre castet, mayson et monederie de Morlàas").
Antes de 1488, Morlaas tenía el privilegio exclusivo de acuñar monedas para Bearn, tras lo cual Juan III de Albret, entonces rey de Navarra, conde de Foix y vizconde de Bearn, concedió privilegios a Pau y nuevas cartas de patente para Saint-Palais.
Bascle de Lagrèze escribió que la Casa de la Moneda de Morlaas estaba cerrada y que los moldes, forjas y otros equipos fueron trasladados a Pau alrededor de 1554, pero esto parece impreciso, ya que hay registros de que se siguió acuñando monedas en Morlaas hasta bien entrada la década de 1660, e, incluso, después.
En 1562, Auger de Lagarde prometió acuñar monedas en "el taller monetario y el castillo de la Casa de la Moneda de Morlàas" (bearnés: "la secque et castet de la moneda de Morlàas".)  
Blanchet sospechaba que la producción en la Casa de la Moneda de Morlaas se suspendió hacia 1619, al no tener constancia de entregas o envíos posteriores a esta fecha.  Si se suspendió la producción, duró poco, porque un decreto escrito de 6 de mayo de 1637, dictado por consejo de los funcionarios de la ceca, ordenaba que se produjeran "baquetas" en la ceca de Morlaas "...hasta un valor y cantidad máximos de 1.000 libras en un período de dos semanas, exigiendo explícitamente a los funcionarios, trabajadores y monetarios de la casa de moneda que den a dichas "baquetas" de esta cosecha una forma, un diámetro y una redondez distintos para que puedan distinguirse fácilmente. contra falsificaciones, y que para garantizar aún más esto, los señores Dupont, primer presidente de la Cámara de Cuentas, de Cachalon, el maestro de cuentas y el fiscal general, deben estar presentes durante la nueva producción, a menos que se requiera una producción mayor. ordenado por la Cámara para satisfacer las necesidades públicas." 
Al parecer, el taller volvió a cerrarse por un período de tiempo desconocido, ya que en 1662 los monetarios de Morlaas presentaron a los Estados de Bearne una solicitud para reabrir el taller para la producción de monedas de oro y plata. Su solicitud aparentemente no fue concedida, porque en la Asamblea de la Nobleza de los Estados de Bearne en Nay el 10 de septiembre de 1663, se hizo una nueva solicitud para que los Estados intercedieran ante Su Majestad, "... para obtener su decreto que la Casa de la Moneda de Morlaas sea reabierto, al menos para la producción de monedas de cinco y diez ardit  (un ardit equivalía a un sexto de sol, es decir, monedas de 15 y 30 dineros), necesarias para el uso público. 
Los moldes, forjas y demás equipamientos de la Casa de la Moneda de Morlaas fueron finalmente trasladados a Pau hacia 1690 y la casa de la moneda dejó de funcionar, después de nada menos que 600 años de funcionamiento. Las referencias que se pueden encontrar sobre la Casa de la Moneda de Morlaas en 1690 permiten concluir que el taller ya no estaba en funcionamiento. En los registros de la Casa de la Moneda de Pau se menciona el pago de 37 libras por las jornadas empleadas para montar la 'prensa de la monoje' de Morlaas y la de Pau por Mathieu, Moulat y la Galère, carpinteros de Jurançon. En el mismo registro, en asiento del 11 de mayo de 1690, se menciona un pago de 3 libras pagadas"... al herrero del 'monoje ' por su tiempo y el uso de su caballo para ir a cargar una báscula al 'Monoje de Morlaas' (sic)." Parece evidente que si el taller de Morlaas aún existía, ya no estaba funcionando y su equipamiento estaba siendo transportado a Pau.
Después de haber alquilado el antiguo Hôtel de la Monnaie de Morlaas, a finales del siglo XVIII se vendió el terreno que ocupaba anteriormente. Se dice que el castillo de la Hourquie que albergaba el Hôtel de la Monnaie fue destruido en 1708.

#### Pau

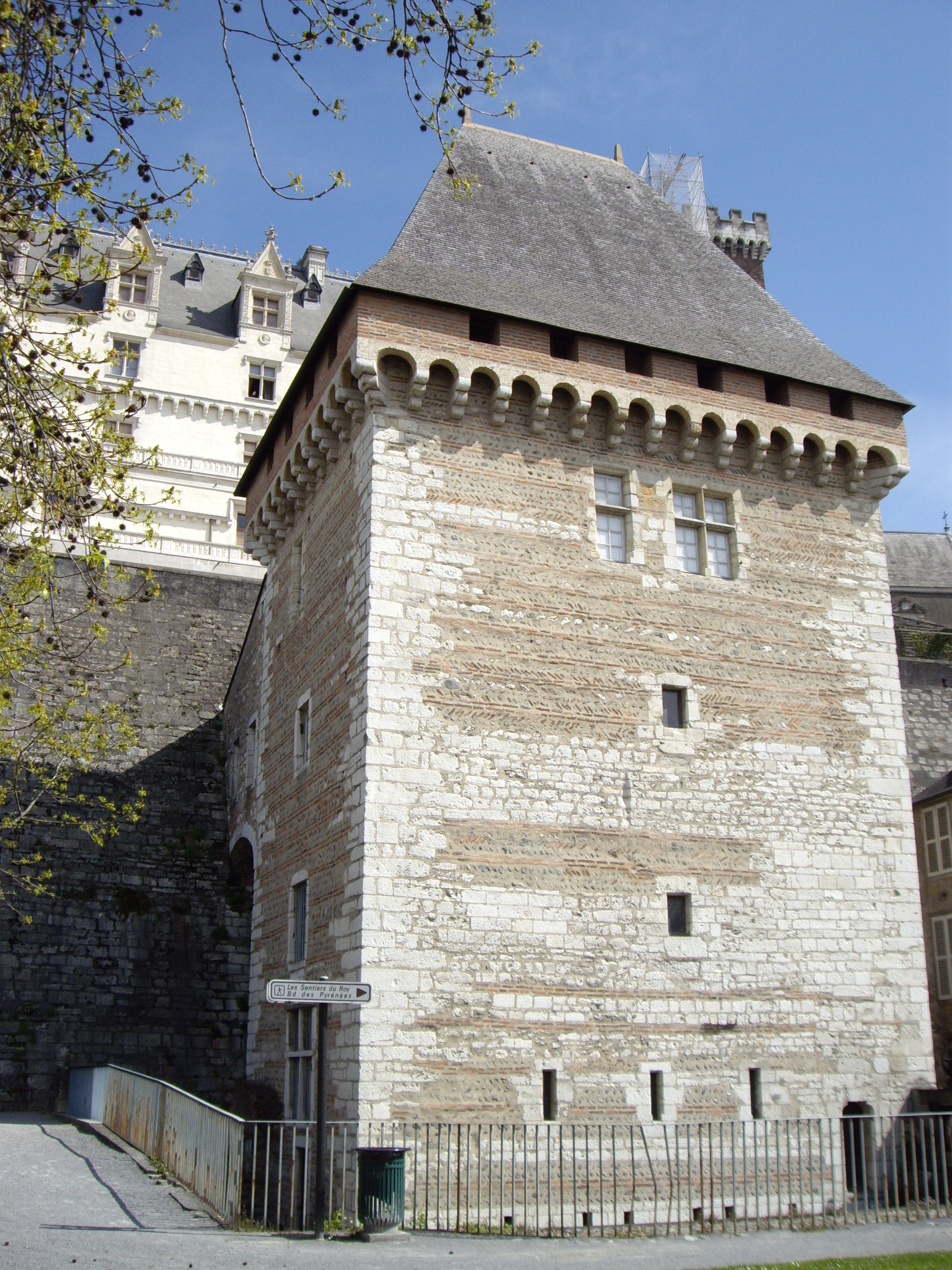
Torre de la Moneda (Pau)

En Pau, un castillo de la Moneda, reconstruido en el siglo XIV durante el reinado de Gastón Febo, estaba situado en el "Borc Nau" (en español, burgo nuevo; en francés: "le Bourg neuf"), entre el Hôtel de la Baque y la Motte de la Couète de la Molère, no lejos del Moulin de la Dona. El Hôtel de la Baque evidentemente tomó su nombre de las monedas de Morlaas, en las que estaban grabadas las vacas heráldicas, símbolos de Bearn, comúnmente llamadas "vaquetas" (es decir, "vachettes" ) en aquella época.
Luego se construyó un Hôtel de la Monnaie en la Torre de la Moneda (Tour de la Monnaie) del Castillo de Pau en 1524. Cuando esto se volvió demasiado pequeño, se construyó un Hôtel de la Monnaie más grande en 1554 al este del Torre de la Moneda original, pero contiguo. Funcionó como casa de moneda desde 1554 hasta la Revolución Francesa. Los equipos y herramientas de la Casa de la Moneda fueron trasladados a Monnaie de Bayona durante la Revolución, y en 1807 la Torre de la Moneda, el Hôtel de la Monnaie y todas sus dependencias fueron legalmente separados del Castillo de Pau y vendidos por el gobierno.
En 1617, la Corte de la Moneda de Francia en París exigió que las tres cecas de Saint-Palais, Pau y Morlaas fueran puestas bajo su jurisdicción, pero esta reforma nunca se llevó a cabo. Una sentencia dictada por el Parlamento de Burdeos en 1642, menciona específicamente el Parlamento de Navarra y Bearn y la Cámara de Comptos de Navarra (Pau), pero no menciona en absoluto la Corte de la Moneda de Francia en París.
Blanchet concluyó, a partir de la falta de documentos, que pudo descubrir que la Casa de la Moneda de Pau estaba cerrada en 1622, al menos durante algún tiempo.
En 1662, Genisseau incorporó por sorpresa la Casa de la Moneda de Pau al contrato general de la Casa de la Moneda de Francia, lo que provocó objeciones en Pau, y que finalmente fueron declaradas válidas.
En 1763, la Casa de la Moneda de Pau todavía no estaba bajo la autoridad de la Corte de la Moneda de Francia en París, razón por la cual la mayoría de las monedas acuñadas en Bearne bajo los reinados de Luis XIII de Francia y Luis XIV de Francia eran de un tipo especial.

Con el artículo 2 del Edicto de octubre de 1775, el Rey finalmente colocó todas las responsabilidades para las que el Tribunal del Parlamento de Pau había sido competente bajo los auspicios de la Corte de la Moneda, bajo la autoridad de la Corte de la Moneda de Francia en París.

Moneda acuñada
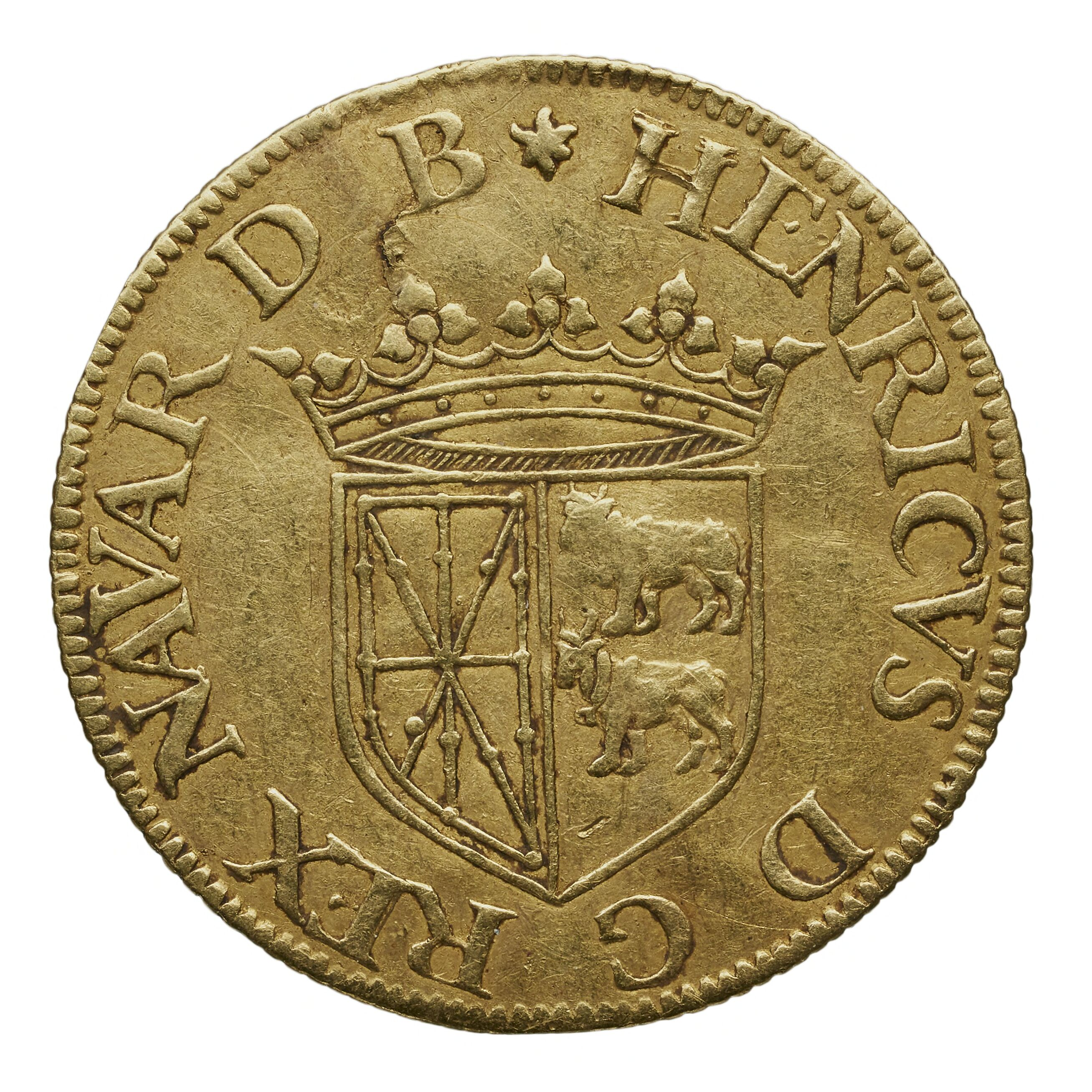
Enrique II de Navarra (anverso)
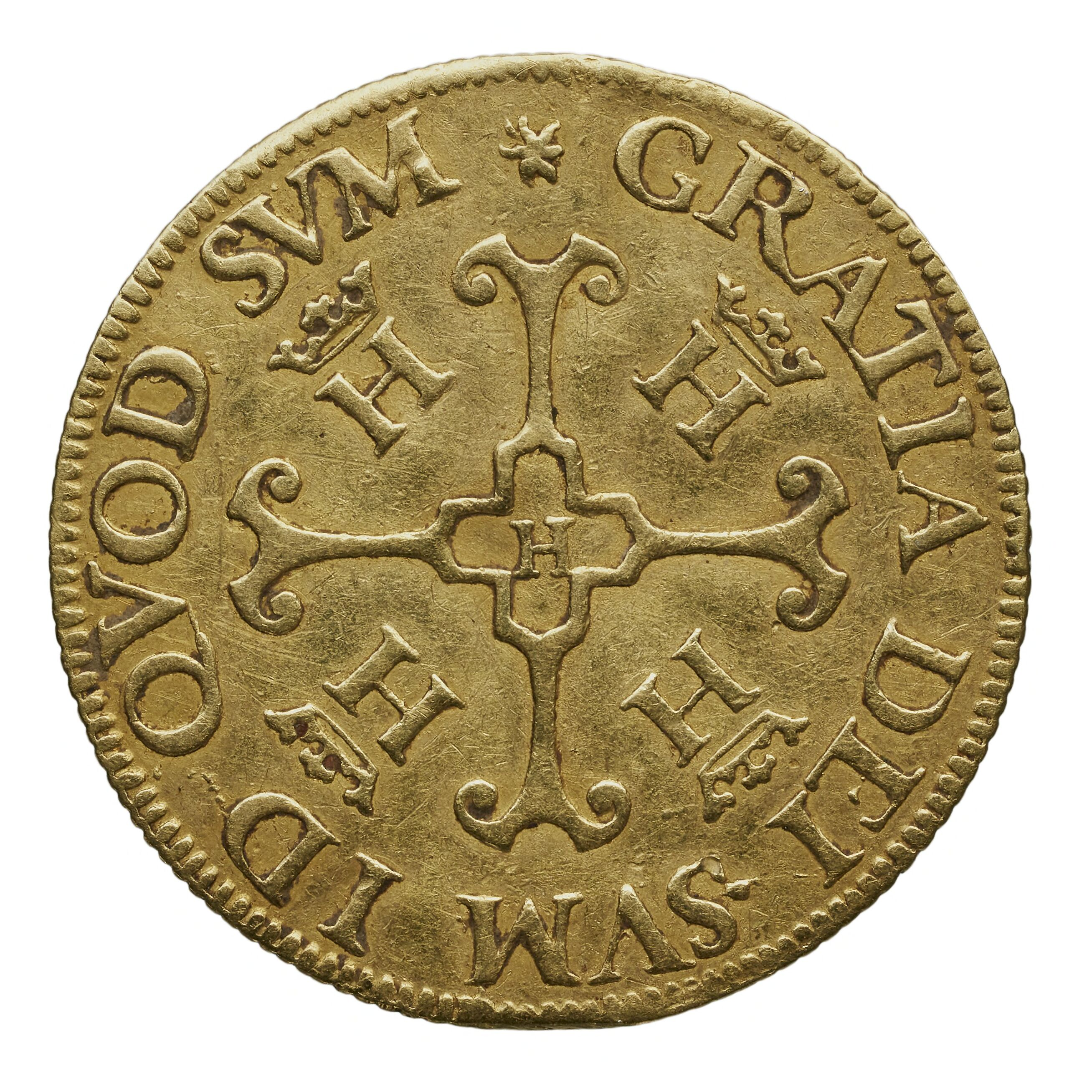
Enrique II de Navarra (reverso)
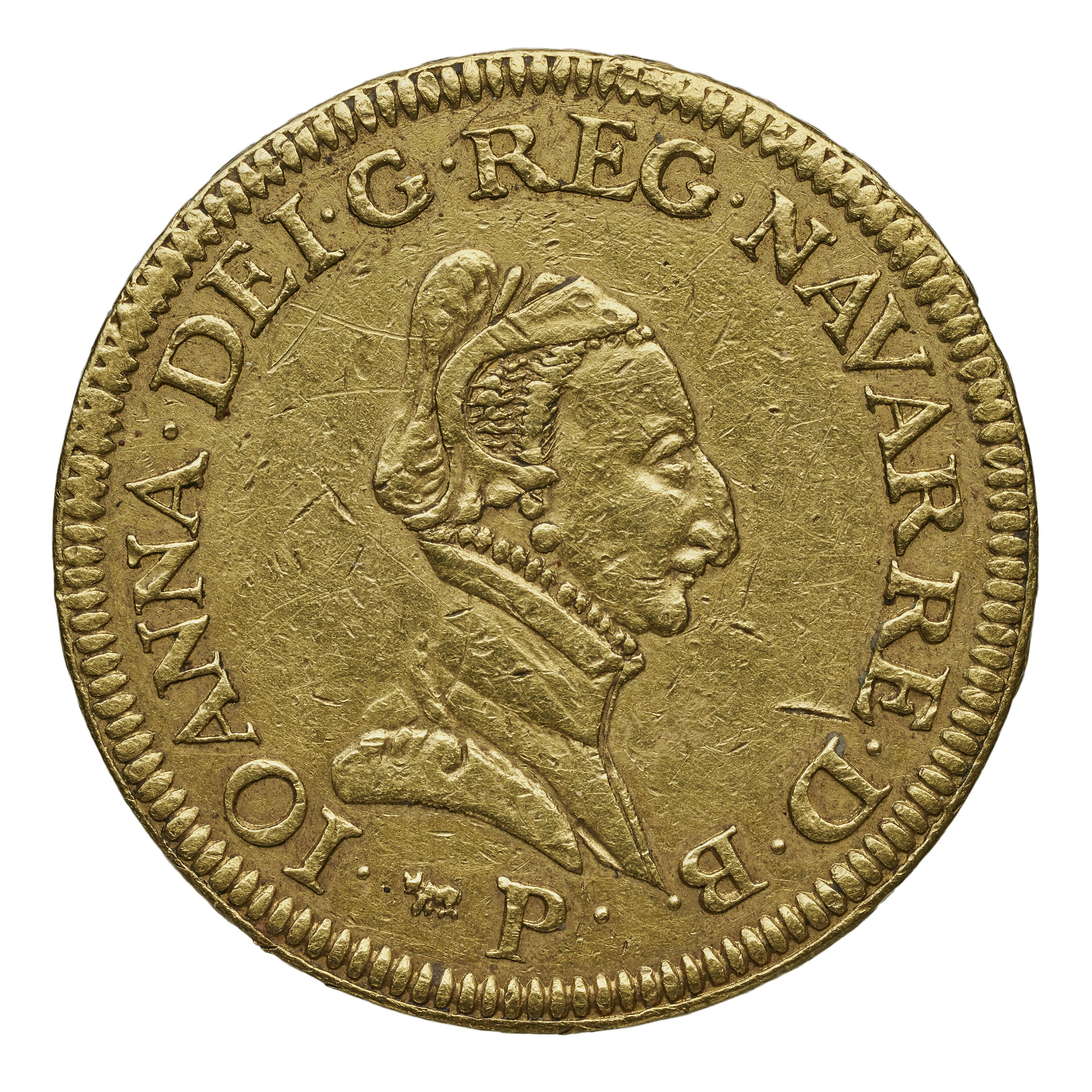
Juana III de Navarra (anverso)
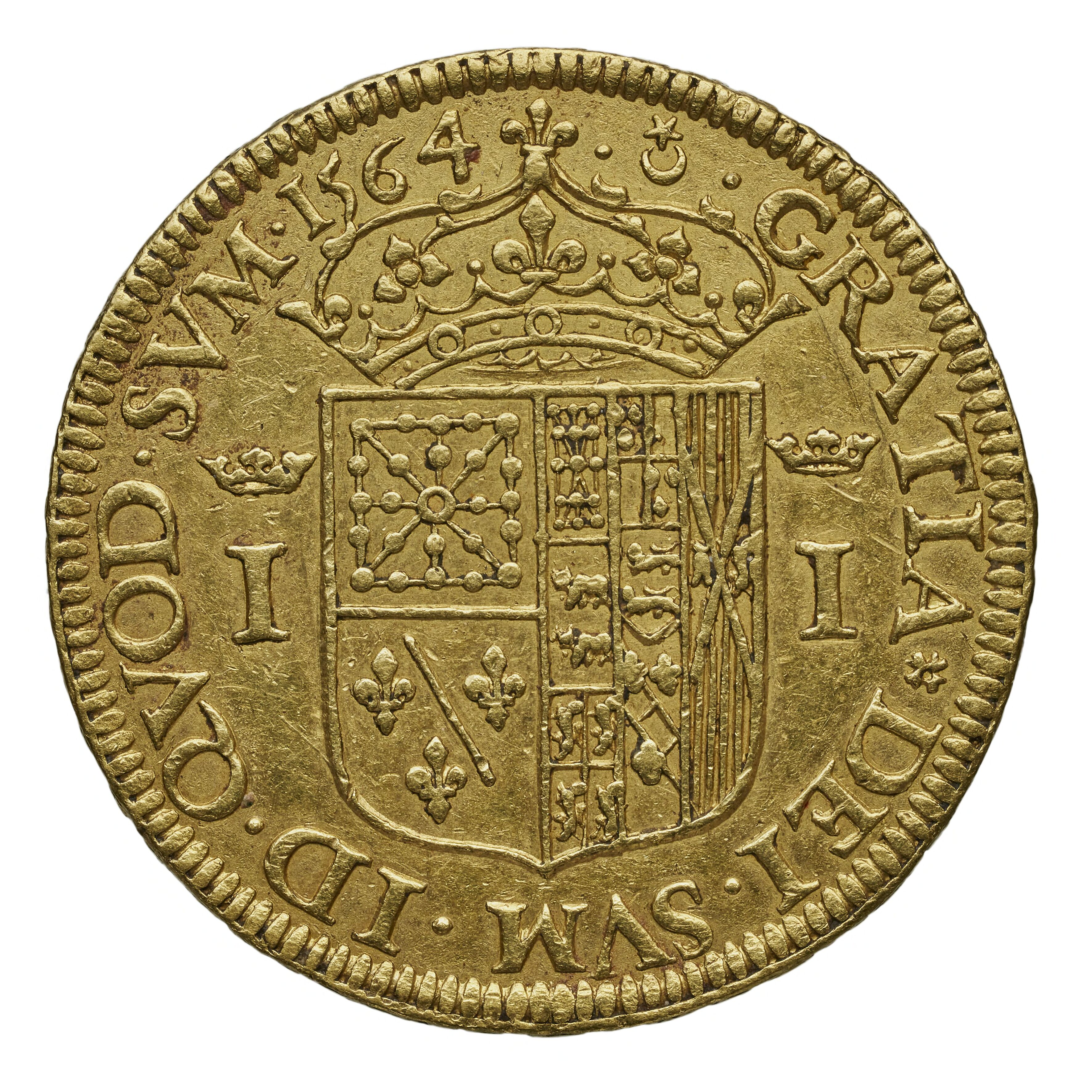
Juana III de Navarra (reverso)

## Oficiales de la Casa de la Moneda
Debido a que las casas de moneda estaban bajo la autoridad de la Cámara de Comptos de Navarra (Pau), el funcionario de mayor rango de la casa de moneda, el Général des Monnaies, era un funcionario de la Cámara de Comptos de Navarra (Pau). Cada una de las tres casas de moneda tenía su propio personal distinto y separado. Los oficiales de la Casa de la Moneda incluían un Garde de la Monnaie, un Contre-Garde de la Monnaie, un Fiscal (francés: procureur), un Registrador (francés: greffier) y más tarde un Ujier.
Dentro de las propias casas de moneda (francés: Hôtel de la Monnaie), la dirección estaba formada por el licenciatario, a menudo denominado "arrendatario" de la casa de moneda (francés: fermier), que normalmente era el tesorero o director operativo y financiero (francés: directeur & trésorier particulier), grabador (francés: graveur), ensayador (francés: essayeur), preboste de monedero (prévôt des monnayeurs), preboste de ajustes (prévôt des ajusteurs) y supervisor de dinero (francés: teniente des monnayeurs). Los "monnayeurs" eran los operadores de los equipos y prensas necesarios para acuñar las monedas . Los "ajustadores" tomaban las monedas recién acuñadas y las desbarbaban y pulían.
Después de que Navarra y Bearn se unieran al Reino de Francia en 1620, ciertos oficiales ejercieron funciones generales para las tres casas de moneda.
En 1635, el rey Luis XIII de Francia confirmó las cartas de sucesión concedidas a los funcionarios de las cecas de Pau y Morlaas en 1631. Cada oficial pagaba 293 libras y 5 sueldos por la confirmación de sus cartas, tras lo cual la sucesión de los cargos era por herencia.
En su Historia monetaria de Bearne, Blanchet proporcionó listados detallados, aunque incompletos, con referencias de los Archivos Departamentales de los Payrénées-Atlantiques, de las personas que ocuparon los distintos cargos de las tres casas de moneda de Saint-Palais, Pau y Morlaas.

### General de las Cecas
El Général des Monnaies (español: General de la Ceca), también conocido como Général Provincial (español: General Provincial), era el título de los jueces establecidos en diferentes provincias del reino para presidir las sentencias que se dictaban en jurisdicciones bajo la autoridad de la Cámara de Comptos de Pau, antes de 1691, y por la Tribunal de la Moneda del Parlamento de Navarra y Bearn, entre 1691 y la Revolución Francesa. Una sentencia del Conseil d'État de 1 de julio de 1625 les otorgó el título oficial de Conseillers Généraux Provinciaux des Monnaies (español: Consejeros Generales Provinciales de las Casas de Moneda).
Eran responsables de la auditoría e inspección de las casas de moneda, y los gardes, más tarde juges-gardes, les reportaban directamente. Se encargaban de remitir las actas de sus visitas en forma de informes al Fiscal General, quien, a su vez, se encargaba de remitir informes al Tribunal del Parlamento. Este último examinó los abusos cometidos en los procesos de producción y pronunció castigos contra los fermiers/maîtres, funcionarios y trabajadores de las casas de moneda.
En un edicto de 30 de junio de 1696, el rey Luis XIV reemplazó a los siete generales provinciales por veintiocho Conseillers Généraux Provinciaux, de los cuales uno era para la ciudad de Pau y estaba bajo la jurisdicción del Parlamento de Pau. Estos nuevos consejeros, al igual que sus homólogos de la Corte de la Moneda, eran responsables de la prevención de la falsificación y de las alteraciones no autorizadas de las monedas, trabajando en paralelo con los bailíacos, los senescales, los funcionarios del Présidial y los guardias de las casas de moneda. El General de la Casa de la Moneda de Navarra y Bearn resolvió los conflictos entre los funcionarios de la casa de la moneda, contrató trabajadores calificados y no calificados para las casas de la moneda y se pronunció sobre las objeciones planteadas a los procedimientos y sentencias relativas a las casas de la moneda, cuando surgieron, excepto en aquellos casos en que fueron apelados ante el Tribunal del Parlamento.
Antes de 1691, el General de la Casa de la Moneda fue contratado por la Cámara de Comptos de Navarra (Pau) y le prestó juramento. Después de que la Cámara de Comptos de Pau se fusionara con el Parlamento de Navarra y Bearne en 1691, fueron contratados y juraron ante la Corte de la Moneda del Parlamento de Navarra y Bearne. Su remuneración ascendía a 1.333 libras, 6 sueldos y 8 dineros al año.
| Nombre                                     | Título del cargo                              | Fecha indicada | Fecha confirmada | Fecha toma del cargo | Fecha cese en el cargo | Motivo        | Fuentes                                                 |
| ------------------------------------------ | --------------------------------------------- | -------------- | ---------------- | -------------------- | ---------------------- | ------------- | ------------------------------------------------------- |
| Bernard de Marca                           | Trésorier de Nébouzan et Général des Monnaies |                |                  | 1543                 | 1566                   |               | [ 40 ] [ 41 ] [ 42 ]                                    |
| Jean de Montgaurin                         | Général des Monnaies de Béarn                 |                |                  | 1583                 | 1594                   | renuncia      | [ 43 ] [ 44 ]                                           |
| Jean de Sabaloa                            | Général de la Monnaie de Navarre              |                |                  | 1585                 | 1587                   |               | [ 45 ]                                                  |
| Jean de La Garde                           | Général des Monnaies de Béarn                 |                |                  | 24 Dec 1594          | 1598                   | fallecimiento | [ 44 ] [ 46 ]                                           |
| Duverger                                   | unknown                                       |                |                  | 1594                 |                        |               | [ 47 ]                                                  |
| Jean de Montgaurin                         | Général des Monnaies de Béarn                 |                |                  | 14 Jan 1598          | 1601                   | renuncia      | [ 48 ] [ 49 ]                                           |
| Isaac de La Garde                          | Général des Monnaies de Navarre et de Béarn   |                |                  | 3 Dec 1601           | 1603                   |               | [ 49 ] [ 50 ]                                           |
| Antoine de Bénévent                        | Général des Monnaies de Navarre               |                |                  | 25 Jun 1603          | 1605                   |               | [ 51 ] [ 52 ]                                           |
| Lagarde                                    | Général des Monnaies de Béarn                 |                |                  | 1605                 | 1608                   |               | [ 53 ] [ 54 ]                                           |
| De Vergès                                  | Général des Monnaies de Navarre et de Béarn   |                |                  | 1606                 | 1609                   |               | [ 55 ] [ 56 ]                                           |
| De Lagarde                                 | Général des Monnaies de Navarre et de Béarn   |                |                  | 1608                 |                        |               | [ 57 ]                                                  |
| Josué de Lagarde, Seigneur de Beucaire     | Général des Monnaies de Béarn                 |                |                  | 1619 & 13 Jul 1652   |                        |               | [ 58 ] [ 59 ] [ 60 ]                                    |
| Pierre de Laforcade, aka Pierre de Forcade | Général des Monnaies de Béarn                 |                |                  | 1626                 | 1659                   |               | [ 61 ] [ 62 ] [ 63 ] [ 64 ] [ 65 ] [ 66 ] [ 67 ] [ 68 ] |
| Saubat de Vergès                           | Essayeur et Général                           |                |                  | 1627                 |                        |               | [ 69 ]                                                  |
| Pierre de Laforcade, aka Pierre de Forcade | Général des Monnaies de Navarre               |                |                  | 1634 & 1659          |                        |               | [ 70 ] [ 71 ]                                           |
| Belloc                                     | Général des Monnaies de Navarre et de Béarn   |                |                  | 1664                 |                        |               | [ 72 ]                                                  |
| Belloc                                     | Général des Monnaies de Béarn                 |                |                  | 1669                 |                        |               | [ 73 ]                                                  |
| Larroque                                   | Général de la Monnaie de Navarre              |                |                  | 1669                 |                        |               | [ 73 ]                                                  |
| De Belloc                                  | Général des Monnaies de Béarn                 |                |                  | 1684                 |                        |               | [ 74 ] [ 75 ]                                           |
| Jacques Munié                              | Directeur de la monnaie de Pau                |                |                  |                      | † 28 Jul 1709          |               | [ 76 ]                                                  |
| Jean-Pierre de Lacroix                     | Général des Monnaies                          |                |                  | 1694                 | 1717                   |               | [ 77 ] [ 78 ] [ 79 ]                                    |
| Jérôme Bourjot                             | Général des Monnaies                          |                |                  | 1735                 | after 1752             |               | [ 80 ] [ 81 ]                                           |
| David de Matheu                            | Général Provincial de la Monnaie de Pau       |                |                  | 1754                 |                        |               | [ 82 ]                                                  |
| Pouts                                      | Général                                       |                |                  |                      | 1775                   |               | [ 83 ]                                                  |
| Pierre Picard or de Picard                 | Général Provincial                            |                |                  | 1775                 | 1784                   |               | [ 84 ]                                                  |

### Maestro General
El 25 de octubre de 1497, Catalina de Navarra nombró a Jean, Señor de Candau, Maestro General de la Casa de la Moneda de Morlàas, en sustitución de Gaston de Saint-Jean, que había fallecido. Se ve en este documento que el Maître Général recibió los juramentos de su cargo de los maîtres particuliers, gardes, ensayeurs, prévôts y trabajadores calificados y no calificados. Pero este título parece haber sido puramente honorífico y otros documentos muestran que la gestión de las casas de moneda pertenecía al maître particulier que alquilaba las casas de moneda y producía monedas bajo licencia.
| Nombre                   | Fecha indicada | Fecha confirmada | Fecha toma del cargo | Fecha cese en el cargo | Motivo | Fuentes       |
| ------------------------ | -------------- | ---------------- | -------------------- | ---------------------- | ------ | ------------- |
| Gaston de Saint-Jean     |                |                  | 1497                 |                        |        | [ 11 ] [ 21 ] |
| Jean, Seigneur de Candau |                |                  | 1497                 |                        |        | [ 11 ] [ 21 ] |

### Maestro Particular / Afirmador
El Maestro Particular (francés: Maître Particulier) alquilaba una casa de moneda o casas de moneda bajo un contrato renovable de seis años a la Cámara de Comptos de Navarra (Pau), más tarde Corte de la Moneda del Parlamento de Navarra y Bearn, y producía monedas, medallas y fichas bajo la licencia otorgada con este contrato de arrendamiento.
Al Maestro Particular se le suele denominar Afirmador (en francés, Fermier), palabra que tiene su raíz y significado en el hecho de que el fermier era el individuo "...qui affermait  la fabrication..."  (que alquilaba la producción). Fermier, en este sentido, significa arrendatario, aquel que affermer (tiempo presente) o affermait (tiempo pasado). La Cámara de Comptos de Navarra (Pau) era la arrendadora de las cecas.
Al final de su contrato de arrendamiento, el arrendatario estaba obligado a presentar una contabilidad detallada de toda la producción realizada en virtud de su contrato de arrendamiento, los derechos señoriales pagados, las deducciones de peso y de ley registradas durante la producción, la remuneración de los distintos funcionarios de la Casa de la Moneda y, en general, todos los gastos ocasionados. Esta contabilidad estuvo sujeta a una estricta verificación.
El arrendamiento se pagaba al Tesorero de Bearn en tres cuotas anuales: en la Candelaria, en Pentecostés y en San Miguel. 
Los nuevos contratos de arrendamiento de casas de moneda se anunciaron originalmente con el sonido de trompetas. Posteriormente, fue anunciado en todo el reino mediante carteles impresos en Lescar.

### Maestro de la moneda / Director
Hacia finales del siglo XVII, el Maître Particulier, un arrendatario, fue sustituido por un Director, un empleado. El cargo de director de la Casa de la Moneda costaba 13.200 libras y ofrecía una remuneración de 1.200 libras. El titular del cargo también tenía derecho a una bonificación, calculada en 5 soles por marco de monedas de oro y plata acuñadas.

### Guarda / Juez-Guarda
El guarda (francés: garde) de las casas de moneda era responsable de vigilar los talleres y de impedir la entrada de personas distintas de las que estaban debidamente juramentadas y empleadas en la casa de moneda. Sus responsabilidades incluían garantizar la exactitud de los pesos, estar presentes en las pruebas de preproducción, pruebas de posproducción y cuando se midieron los pesos, así como durante la entrega y embalaje de las monedas terminadas. Estaban obligados a llevar registros de las materias primas utilizadas en la producción y de los retrasos en la producción por parte de los trabajadores y los monederos, así como a entregar a los trabajadores los dénéraux, los pesos monetarios utilizados para comprobar el peso de las monedas acuñadas, especialmente las de oro, para facilitar la correcta acuñación. Cuando las planchas no eran perfectamente redondas o no estaban bien trabajadas, el guarda era responsable de hacerlas refundir y refundir a expensas de los empleados involucrados, así como de imponerles multas u otras sanciones, incluida la suspensión del trabajo. Los guardas también eran responsables de retirar del taller las herramientas e instrumentos de estampado utilizados para acuñar monedas y medallas, cuando no estaban en uso.
Antes de finales del siglo XVI, los Gardes des Monnaies de Bearne no estaban obligados a pagar una fianza, pero el Fiscal General se quejó ante Madame la Gouvernante de que su responsabilidad era tan importante, pero no estaban obligados a pagar ninguna fianza. Enrique III de Navarra dictó un decreto el 6 de diciembre de 1590 ordenando que nadie podía ser contratado como guardia sin pagar una fianza de 1.000 escudos sueldos.
| Nombre                   | Fecha indicada | Fecha confirmada | Fecha toma del cargo | Fecha cese en el cargo | Motivo   | Fuentes                        |
| ------------------------ | -------------- | ---------------- | -------------------- | ---------------------- | -------- | ------------------------------ |
| Guillem de Ladoue        |                |                  | 1543                 |                        |          | [ 40 ] [ 25 ]                  |
| François de Loos         |                |                  | 1562                 | 1566                   |          | [ 25 ] [ 95 ]                  |
| Jacques de la Molère     |                |                  | 1574                 |                        |          | [ 25 ] [ 96 ]                  |
| Jean d'Estillart         |                |                  | 1579                 | 1579                   | renuncia | [ 97 ] [ 98 ]                  |
| Pierre de Rauzet         |                |                  | 1579                 |                        | renuncia | [ 97 ] [ 98 ]                  |
| Michel de la Molère      |                |                  | 1580                 |                        |          | [ 97 ] [ 98 ]                  |
| Denis Vergeron           |                |                  | 1580                 | 1591                   |          | [ 98 ] [ 99 ] [ 100 ]          |
| Pierre de Day            |                |                  | 1599                 |                        |          | [ 98 ] [ 101 ]                 |
| Pierre de Day and Bayard |                |                  | 1604                 |                        |          | [ 98 ]                         |
| Denis Vergeron           |                |                  | 1611                 |                        | renuncia | [ 98 ] [ 102 ] [ 103 ]         |
| Jacques de Noseilles     |                | 27 Feb 1617      | 27 Feb 1617          | 1627                   |          | [ 98 ] [ 103 ] [ 104 ] [ 105 ] |
| Laforcade                |                |                  | 1634                 |                        |          | [ 62 ] [ 98 ]                  |
| Jacques de Noseilles     |                |                  | 1637                 |                        |          | [ 66 ] [ 98 ]                  |
| Denis de Nozeilles       |                |                  | 1647                 | 1656                   |          | [ 98 ] [ 106 ] [ 107 ]         |
| Jean de Forgues          |                |                  | 1657                 |                        |          | [ 98 ] [ 108 ]                 |

### Contraguarda / Controlador contraguarda
El 23 de noviembre de 1606, el maître Pierre de Day fue contratado como primer contraguarda y, como este cargo era nuevo, el rey fijó la remuneración en 125 libras, es decir, la misma que para los guardias de la época. Esta cantidad debía sacarse de los fondos de Chambre des Poids et Alois (inglés: Cámara de Pesos y Valores), después de que se pagaran la remuneración de los demás funcionarios de la Casa de la Moneda y todos los demás gastos. El nuevo contraguarda debía pagar una fianza.
El contraguarda era un oficial responsable de la inspección del trabajo en el taller monetario y de llevar un registro del oro, la plata y los metales billon utilizados en la producción de monedas. Comprobó las cuentas financieras presentadas por los empleados y agentes de cambio y se aseguró de que se pagaran en efectivo según el tipo de cambio vigente. La contragarde estaba clasificada organizativamente en un nivel inferior a la garde o juge-garde, pero se reemplazaban mutuamente en sus funciones en caso de ausencia.
El cargo de contraguarda costaba 8.800 libras, ofrecía 800 libras de remuneración y daba derecho a su titular a una bonificación de 6 denarios por marco de oro y plata aportado al intercambio. 
Con un edicto de junio de 1696, Luis XIV de Francia sustituyó a los contraguardas por controladores contraguardas, cuyas funciones seguían siendo las mismas y cuya remuneración ascendía a 1.066 libras, 13 soles y 4 denarios. El salario se incrementó en 200 libras en 1700.  Además, a cada controlador contraguarda se le asignó una vivienda, dentro de la propia casa de moneda.
| Nombre                                    | Fecha indicada | Fecha confirmada | Fecha toma del cargo | Fecha cese en el cargo | Motivo | Fuentes        |
| ----------------------------------------- | -------------- | ---------------- | -------------------- | ---------------------- | ------ | -------------- |
| Pierre de La Garde, aka Pierre de Lagarde |                |                  | 1600                 |                        |        | [ 98 ] [ 111 ] |
| Pierre de Day                             |                |                  | 23 Nov 1606          |                        |        | [ 109 ]        |
| Bayard                                    |                |                  | 1619                 |                        |        | [ 58 ] [ 98 ]  |
| Jeanne de Faget                           |                |                  |                      | renuncia               |        | [ 98 ] [ 112 ] |
| Jean de Forgues                           |                |                  | 2 Apr 1632           |                        |        | [ 98 ] [ 112 ] |

| Nombre               | Fecha indicada | Fecha confirmada | Fecha toma del cargo | Fecha cese en el cargo | Motivo | Fuentes        |
| -------------------- | -------------- | ---------------- | -------------------- | ---------------------- | ------ | -------------- |
| Bertrand de Beaumont |                |                  | 1657                 |                        |        | [ 98 ] [ 113 ] |

| Name                    | Fecha indicada | Fecha confirmada | Fecha toma del cargo | Fecha cese en el cargo | Motivo | Fuentes |
| ----------------------- | -------------- | ---------------- | -------------------- | ---------------------- | ------ | ------- |
| Claude Joseph de Renoir |                |                  | before 1687          |                        |        | [ 114 ] |

### Monedero
Un trabajador de la casa de la moneda responsable de la acuñación (acuñación de monedas) 
Había cuatro monederos (en francés, monnayeurs) que no tenían una remuneración fija. En cambio, ganaban 1 sueldo por marco de oro acuñado, 6 dineros por marco de plata y 6 dineros por marco de oro o plata refundido y reacuñado.
| Nombre         | Fecha indicada | Fecha confirmada | Fecha toma del cargo | Fecha cese en el cargo | Motivo | Fuentes        |
| -------------- | -------------- | ---------------- | -------------------- | ---------------------- | ------ | -------------- |
| Girard         |                |                  | 1088                 | 1110                   |        | [ 98 ]         |
| Juan de Estebe |                |                  | 1366                 |                        |        | [ 9 ] [ 98 ]   |
| Jean Péclaver  |                |                  | 1594                 |                        |        | [ 98 ] [ 118 ] |

### Ensayador
El ensayador (francés: essayeur, probador) en cada casa de moneda tenía distintos derechos según el período. Esta sección, a diferencia de las anteriores, resume la posición del ensayador en las Casas de la Moneda francesas durante el siglo XVI. La situación en Navarra y Bearn habría sido la misma.
El ensayador era responsable de realizar el control de calidad probando el oro, la plata y los miles de millones entregados al maître particulier de la casa de moneda como materias primas para la producción, así como los productos terminados. Estuvo presente en todas las entregas. Como beneficio adicional, tenía derecho a conservar la mitad de las peuilles  de todas las monnaie blanche (es decir, monedas de oro y plata) y monnaie noire (es decir, monedas de poco valor, con poco contenido de metales preciosos, como billon y cobre) y el jardín la otra mitad. El ensayador y el maître particulier se encargaban de medir el valor y el guardia se encargaba de medir el peso. Estaba prohibido que el ensayador estuviera asociado con el maître particulier o su empleado, pero si había prestado el juramento que habitualmente prestaban los trabajadores o los acuñadores, podía trabajar o acuñar junto a ellos. 
En 1723, se ordenó a los ensayadores que marcaran los lingotes de oro y plata que les llevaban para probarlos con sus sellos únicos y que mantuvieran registros individuales. 
A finales del siglo XVII, el cargo de ensayador en la Casa de la Moneda de Pau costaba 3.000 libras, ofrecía 125 libras de remuneración y daba derecho a su titular a una bonificación de 8 denarios por marco de oro y 4 denarios por marco de plata . producido. 
| Nombre                           | Fecha indicada | Fecha confirmada | Fecha toma del cargo | Fecha cese en el cargo | Motivo | Fuentes                                         |
| -------------------------------- | -------------- | ---------------- | -------------------- | ---------------------- | ------ | ----------------------------------------------- |
| Jean d'Andonhs                   |                |                  | 1514                 |                        |        | [ 98 ] [ 120 ]                                  |
| Jean de Pavie                    |                |                  | 1543                 |                        |        | [ 40 ] [ 121 ]                                  |
| Bertrand Dumas and Jean Fournier |                |                  | 1562                 | 1566                   |        | [ 95 ] [ 121 ]                                  |
| Sauvat de Harfort                |                |                  | 1573                 | 1574                   |        | [ 41 ] [ 96 ] [ 121 ]                           |
| Guillaume Lamy                   |                |                  | 1581                 |                        |        | [ 121 ] [ 122 ]                                 |
| Antoine de Belleville            |                |                  | 1582                 | 1592                   |        | [ 123 ] [ 121 ] [ 124 ] [ 125 ]                 |
| Roger de Gassie                  |                |                  | 1593                 | 1643                   |        | [ 121 ] [ 126 ] [ 127 ] [ 128 ] [ 129 ] [ 130 ] |

### Grabador  / Tallador
A finales del siglo XVII, el tallador (francés: tailleur) o grabador (francés: graveur), tenía 200 libras de remuneración, y una bonificación de 16 dineros por marco de oro y 8 dineros por marco de monedas de plata refundidas.

### Otros oficiales
La Casa de la Moneda de Pau también contaba con cuatro tiradores de barra (francés: tireurs de barre), sin remuneración fija, que compartían la bonificación con los monnayeurs. Los ajustadores, ocho en total, ganaban 2 sueldos por marco de oro y 1 sueldo por sueldo de plata.